# Helsinky
Helsinky (finsky  ˈHelsinkí, švédsky  Helsingfors) jsou hlavní a největší finské město a přístav. Byly založeny roku 1550. Jejich centrum leží na malém poloostrově ve středu Finského zálivu, ale patří k nim ještě poměrně velké území směrem na východ. Rozkládají se na 715,47 km² a mají přibližně 686 000 obyvatel (2025).
Se sousedními městy Vantaa, Espoo a Kauniainen tvoří hustě propojené souměstí (tzv. metropolitní oblast) s miliónovou populací. Spolu s osmi dalšími městy tvoří Velké Helsinky s 1,270 mil. obyvatel, což je přibližně čtvrtina celého Finska; Velké Helsinky produkují třetinu finského HDP.

## Dějiny
V 16. století bylo Finsko součástí Švédského království. Král Gustav I. Vasa založil Helsinky, aby konkurovaly hansovnímu městu Reval (dnešní Tallinn) na jižní straně Finského zálivu. Za datum jejich založení se pokládá 12. červen 1550, kdy král nakázal měšťanům z okolních měst, aby se do nového města přestěhovali. Původně Helsinky ležely o několik kilometrů severovýchodněji u ústí řeky Vantaa. Místo ale nebylo zvoleno vhodně, okolí bylo plné bažin a nebylo ani možno vybudovat velký přístav. Proto bylo roku 1640 rozhodnuto, že se město přesune na nynější místo. Švédský název Helsingfors pochází z původního místního jména Helsinge a švédského fors – peřej.

### 18. století

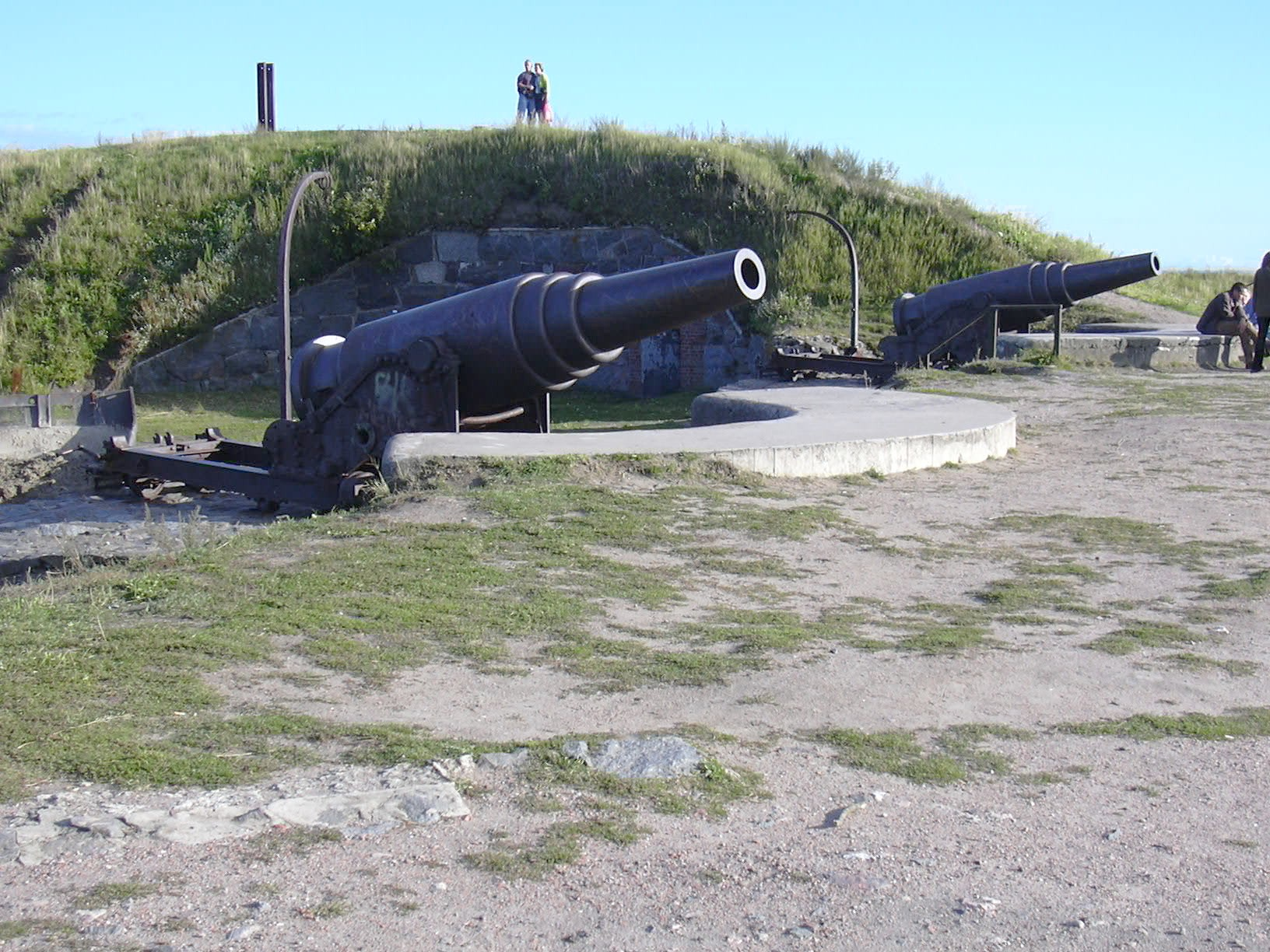
Děla na Suomenlinně

Po založení Petrohradu roku 1703 byl ruský vliv stále citelnější. Vyvrcholením rusko-švédského soupeření v 18. století byla severní válka, kdy byly Helsinky v letech 1713–1721 obsazeny ruským vojskem, a opět za rusko-švédské války 1741–1743. V roce 1748 se na obranu města začala na ostrůvcích před přístavem stavět velká námořní pevnost Sveaborg, přezdívaná „Gibraltar severu“. Dnes je jako Suomenlinna oblíbeným výletním místem a turistickým lákadlem Helsinek.

### Pod ruskou vládou
Poté, co Napoleon Bonaparte a car Alexandr I. uzavřeli spojenectví, Rusko v únoru 1808 vypovědělo proanglickému Švédsku válku. Helsinky byly okupovány ruským vojskem od prvních dnů války a pevnost po krátkém ostřelování kapitulovala. Po uzavření míru bylo Finsko připojeno k Rusku jako autonomní velkoknížectví. Protože dosavadní hlavní město Turku bylo příliš vzdáleno od Petrohradu, rozhodl Alexandr I. roku 1812 o jmenování Helsinek hlavním městem Finska. Spolu s titulem hlavního města se z Turku přesunula i nejstarší finská univerzita.

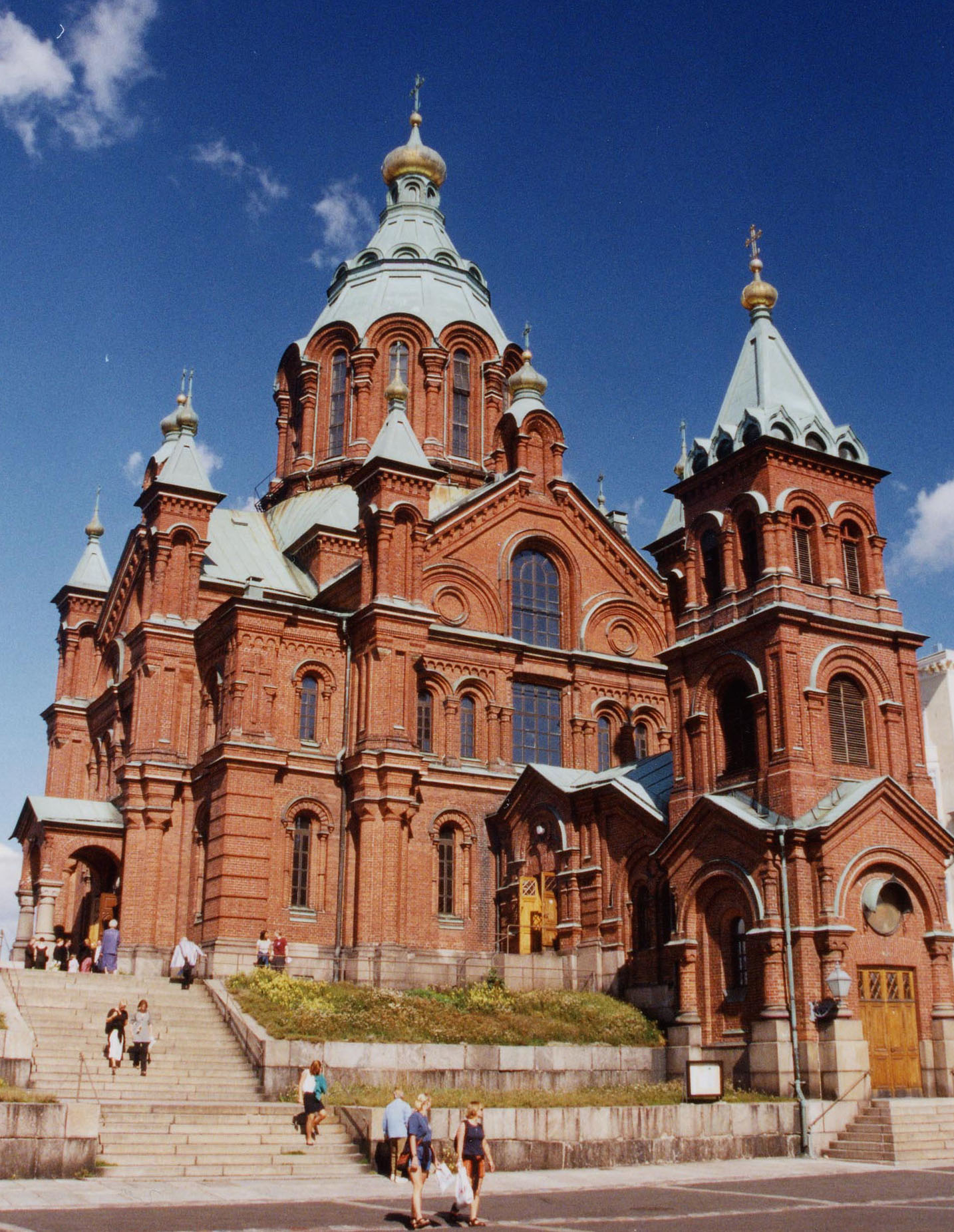
Pravoslavný chrám Zesnutí Panny Marie.

Po válce zničené město bylo značně přestavěno. Centrum získalo empírový styl. Nejmonumentálnější stavbou z té doby je evangelická katedrála dokončená v roce 1852. V druhé polovině 19. století Helsinky rychle rostly a staly se nejprůmyslovějším finským městem. Počet jejich obyvatel dosáhl 100 000.
V roce 1862 byly Helsinky spojeny železnicí s Hämeenlinnou na severu a v roce 1870 také s Petrohradem. Nové stavby vznikaly pod vlivem západoevropské architektury a industrializace.
Vzniklo novorenesanční okolí tříd Esplanadi a Mannerheimintie. Nad přístavem byl roku 1868 postaven největší pravoslavný kostel v západní Evropě, chrám Zesnutí Panny Marie (rusky: Успенский собор – Uspenskij sobor, finsky: Uspenskin katedraali ).
V roce 1890 pak v souvislosti s finským národním obrozením překročil počet finsky mluvících obyvatel Helsinek počet těch mluvících švédsky.

### 20. století
Po revolucích v Rusku získalo Finsko v prosinci 1917 samostatnost. Když 28. ledna 1918 vypukla finská občanská válka, Helsinky ihned obsadili rudí; v dubnu je dobyly německé jednotky bojující na straně bílých. Na rozdíl od Tampere neutrpěly Helsinky v bojích větší škody. Na Suomenlinně byl umístěn největší z táborů pro zajaté rudé s více než 13 tisíci vězni.
Po konsolidaci poměrů v zemi se Helsinky rychle rozvíjely. Architekturu ovlivnil především klasicismus a funkcionalismus. V letech 1934–1938 byl vybudován helsinský olympijský stadión pro letní olympijské hry 1940, které však byly kvůli válce zrušeny. Během Zimní a Pokračovací války Helsinky bombardovalo sovětské letectvo, nejintenzivněji na jaře 1944, ale díky dobré protivzdušné obraně dopadlo do obytných čtvrtí jen málo bomb.

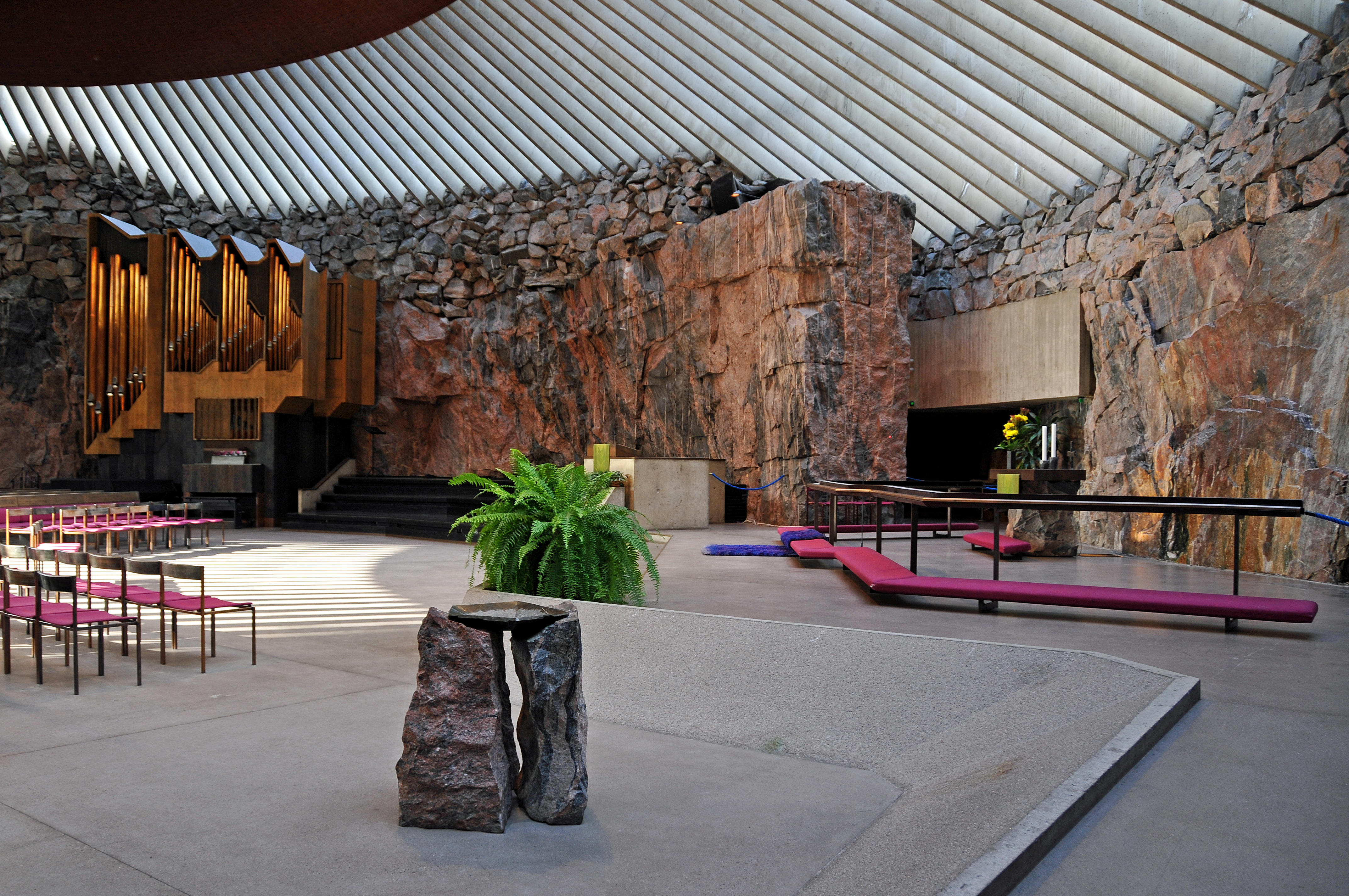
Interiér skalního kostela Temppeliaukio

Rozvoj města se po druhé světové válce ještě zrychlil. V roce 1947 byly Helsinkám přiřčeny letní olympijské hry 1952. Kvůli rozsáhlé imigraci byla vybudována nová předměstí. K nejvýznamnějším moderním stavbám patří velké kongresové centrum Finlandia (finsky: Finlandia-talo), které navrhl architekt Alvar Aalto (dokončené v roce 1971), nová budova Helsinské opery (1993) a Muzeum moderního umění (1998). Za zmínku též stojí ojedinělý skalní kostel Temppeliaukio (1969).
V letech 1972, 1973 a 1975 se v Helsinkách konala jednání v rámci Konference o bezpečnosti a spolupráci v Evropě.

## Geografie
Celková plocha katastru Helsinek je 715 km², z čehož ale jen 214 km² je pevná země a zbytek vodní plochy, hlavně moře. Délka pobřeží je téměř 100 km. K městu náleží 315 ostrovů a ostrůvků.
Díky poloze u moře je klima poměrně vyrovnané, bez extrémů: Průměrná roční teplota je 5,6 °C, v červenci 17 °C a v nejstudenějším únoru −5 °C. Jezera a moře v okolí Helsinek pravidelně v zimě zamrzají. Roční srážky jsou 660 mm, z čehož v létě (červenec–srpen) 190 mm a v zimě (prosinec–únor) 140 mm. Vítr nejčastěji vane z jihu. V červenci slunce svítí přes 270 hodin, ale v prosinci jen 27 hodin.

## Město

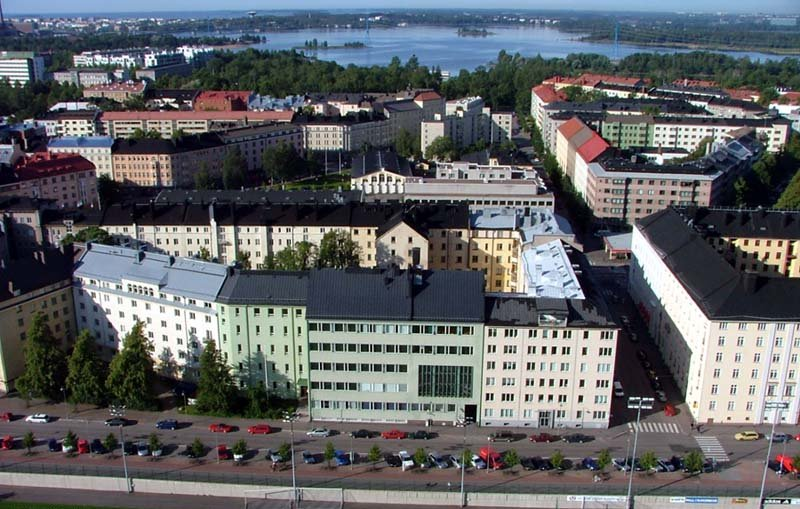
Turisticky atraktivní čtvrť Töölö z věže Olympijského stadionu.

Evangelická katedrála

Helsinky jsou turistickým centrem a většinou prvním místem, které zahraniční turisté ve Finsku navštíví. Jádro centra města bylo vybudováno v empírovém a většina ostatních starších budov bylo postaveno v neorenesančním a neoklasicistním slohu. Architekturu dnešních Helsinek značně ovlivňuje funkcionalismus a moderní umění.
Ve městě je mnoho zajímavých kostelů. Nejznámější je mohutná bílá luterská katedrála na náměstí Senaatintori. Pravoslavná církev nedaleko od ní postavila velký červený chrám Zesnutí Panny Marie. V 60. letech 20. století byl vybudován ve skalním masivu nedaleko finského parlamentu udivující kostel Temppeliaukio s excelentní akustikou.
Nejznámější turistickou atrakcí a oblíbeným místem na procházky je bývalá námořní pevnost Suomenlinna, roku 1991 zapsaná na Seznam kulturního dědictví UNESCO. Opevněné ostrovy jsou spojeny s centrem rychlým trajektem.
Na Tržním náměstí se nachází socha Havis Amanda.
Na náměstí Kauppatori ve starém přístavu lze navštívit tradiční trh a nedaleko starou tržnici. Ze starého přístavu vyjíždějí trajekty na Korkeasaari a Suomenlinnu i okružní vyhlídkové lodě.
Na ostrově Korkeasaari je zoologická zahrada. Z centra na něj vozí turisty také malý trajekt. Na druhé straně města je ostrov Seurasaari se skanzenem. Nejpopulárnější park je Kaivopuisto a velmi oblíbená je v létě i pláž Hietaniemi nedaleko centra.
Městskou hromadnou dopravou je dostupný národní park Nuuksio plný jezer, skal, bažin a lesů.

## Členění Helsinek

### Hlavní obvody/okresy Helsinek (oficiální členění)
Helsinky jsou oficiálně rozděleny do osmi obvodů/hlavních okresů (suurpiiri):
- Jižní hlavní obvod, Eteläinen suurpiiri, (značení číslem 1)
- západní hlavní obvod, Läntinen suurpiiri, (značení číslem 2)
- Centrální hlavní obvod, Keskinen suurpiiri, (značení číslem 3)
- Severní hlavní obvod, Pohjoinen suurpiiri, (značení číslem 4)
- Severovýchodní hlavní obvod, Koillinen suurpiiri, (značení číslem 5)
- Jihovýchodní hlavní obvod, Kaakkoinen suurpiiri, (značení číslem 6)
- Východní hlavní obvod, Itäinen suurpiiri, (značení číslem 7)
- Östersundom obvod, Östersundomin suurpiiri, (značení číslem 8)

Tyto hlavní okresy jsou dále členěny na okresy/okrsky, kterých je v Helsinkách 34.

### Geografické oblasti (neoficiální členění)
Helsinkyou jsou neoficiálně rozděleny do čtyř geografických (orientačních) oblastí, které nejsou přesně definovány:
- Centrální Helsinky
- Západní Helsinky
- Severní Helsinky
- Východní Helsinky

## Demografie
K 31. lednu 2012 žilo v Helsinkách 596 233 lidí. Podíl žen je 53 % a mužů 47 %. Finsky mluví 82,5 %, švédsky 6 % a jiným jazykem 11,5 % populace. V produktivním věku je 423 000 obyvatel (71 %), dětí je 81 000 (13,5 %). Průměrná délka dožití je 75 let pro muže a 82 let pro ženy. V roce 2002 se v Helsinkách narodilo 6 065 dětí (v souměstí 15 010), zemřelo 5 176 (8814), přistěhovalo se 32 064 (35 507) a odstěhovalo 32 940 (31 310) lidí. V Helsinkách je asi 300 000 domácností. V 78 % domácnostech žije jen jeden nebo dva lidé. 46 % domácností si byt pronajímá. Na jednoho obyvatele v průměru připadá 33 m² bytu. Průměrný měsíční nájem dvoupokojového bytu je 520 euro; ceny starších bytů jsou 2 260 € za m².
V helsinských nemocnicích je téměř 2500 lůžek. Denně přijde na pohotovosti asi 300 lidí, 1 100 lidí jde k zubaři, 41 k psychiatrovi a dalších 60 lidí s psychiatrem konzultuje nějaký problém. Ve městě žije 1 600 mentálně postižených.
Nezaměstnanost dosahuje asi 6 %. Ve službách je asi 85 % pracovních míst.

## Administrativa
Helsinky náleží do provincie Uusimaa. Jako hlavní město Finska jsou sídlem mnoha státních institucí.
Helsinské zastupitelstvo má 85 členů. Volby se konají v přestupných letech. Rada jmenuje starostu na sedmileté období.

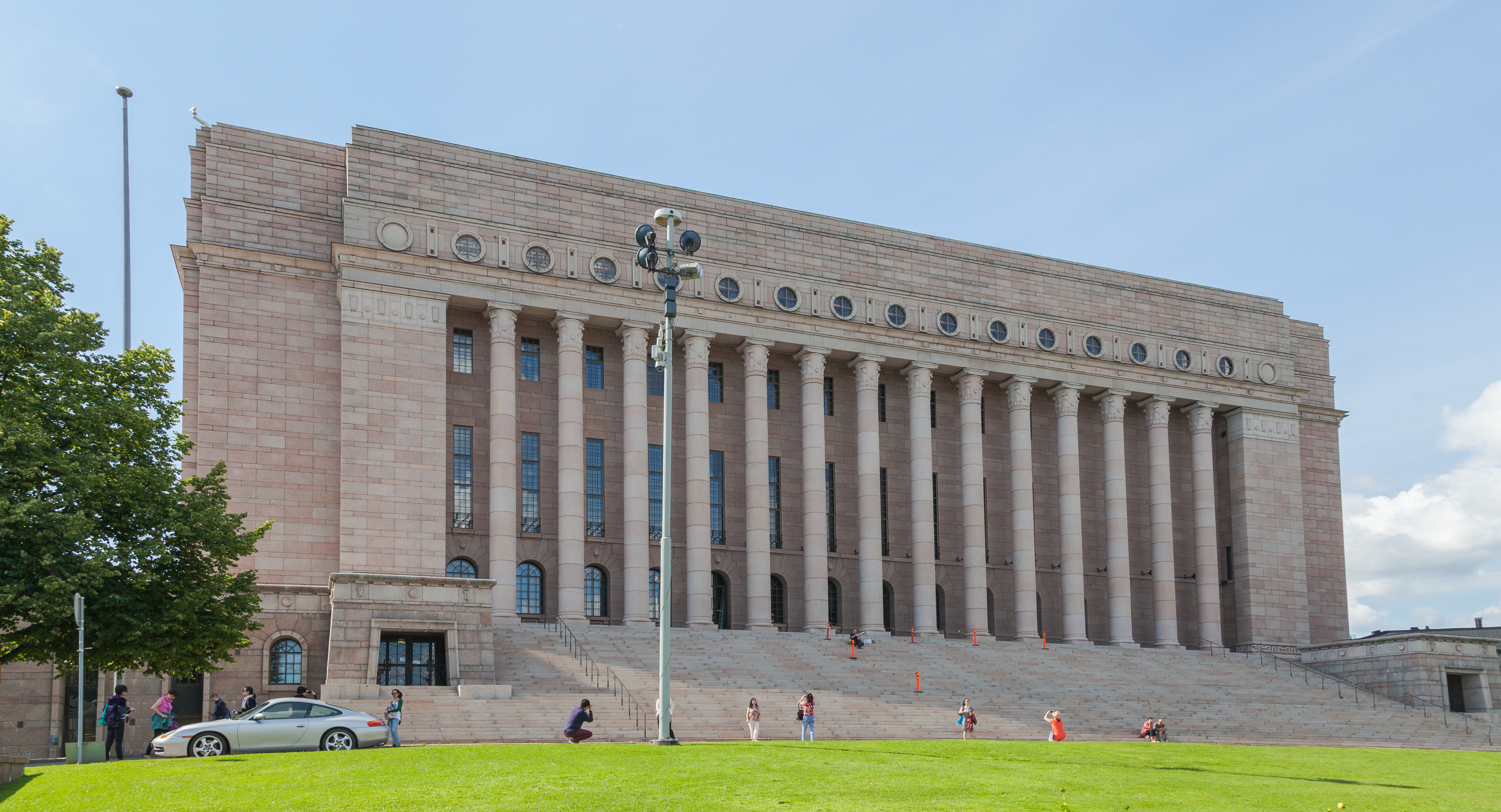
Budova finského parlamentu postavená v letech 1926–1931

| Strana                              | 2012 | 2008 |
| ----------------------------------- | ---- | ---- |
| Kokoomus                            | 23   | 26   |
| Zelený svaz                         | 19   | 21   |
| Finská sociálně demokratická strana | 15   | 16   |
| Svaz levice                         | 9    | 7    |
| Praví Finové                        | 8    | 4    |
| Švédská lidová strana               | 5    | 5    |
| Keskusta                            | 3    | 3    |
| Finští křesťanští demokrati         | 2    | 2    |
| Komunistická strana Finska          | 1    | 1    |

## Školství
V Helsinkách je osm univerzit se 63 000 studenty. Dvě největší jsou Helsinská univerzita a Helsinská technická univerzita v Espoo.
V Helsinkách chodí do školy 66 000 dětí. 50 % předškolních dětí chodí do školky. Ve městě je zhruba 70 dětských hřišť.

## Sport
Helsinky pořádaly Letní olympijské hry 1952.
Finsko, Helsinky, Hartwall Arena, pořádají každoročně reprezentační hokejový turnaj v listopadu za účasti těchto hokejových týmů: Finsko, Švédsko, Česko, Rusko. Karjala Tournament je součástí Euro Hockey Tour.
Ve městě sídlí fotbalové kluby HJK Helsinky a IFK Helsingfors a hokejové kluby Jokerit Helsinky a IFK Helsingfors.

## Doprava

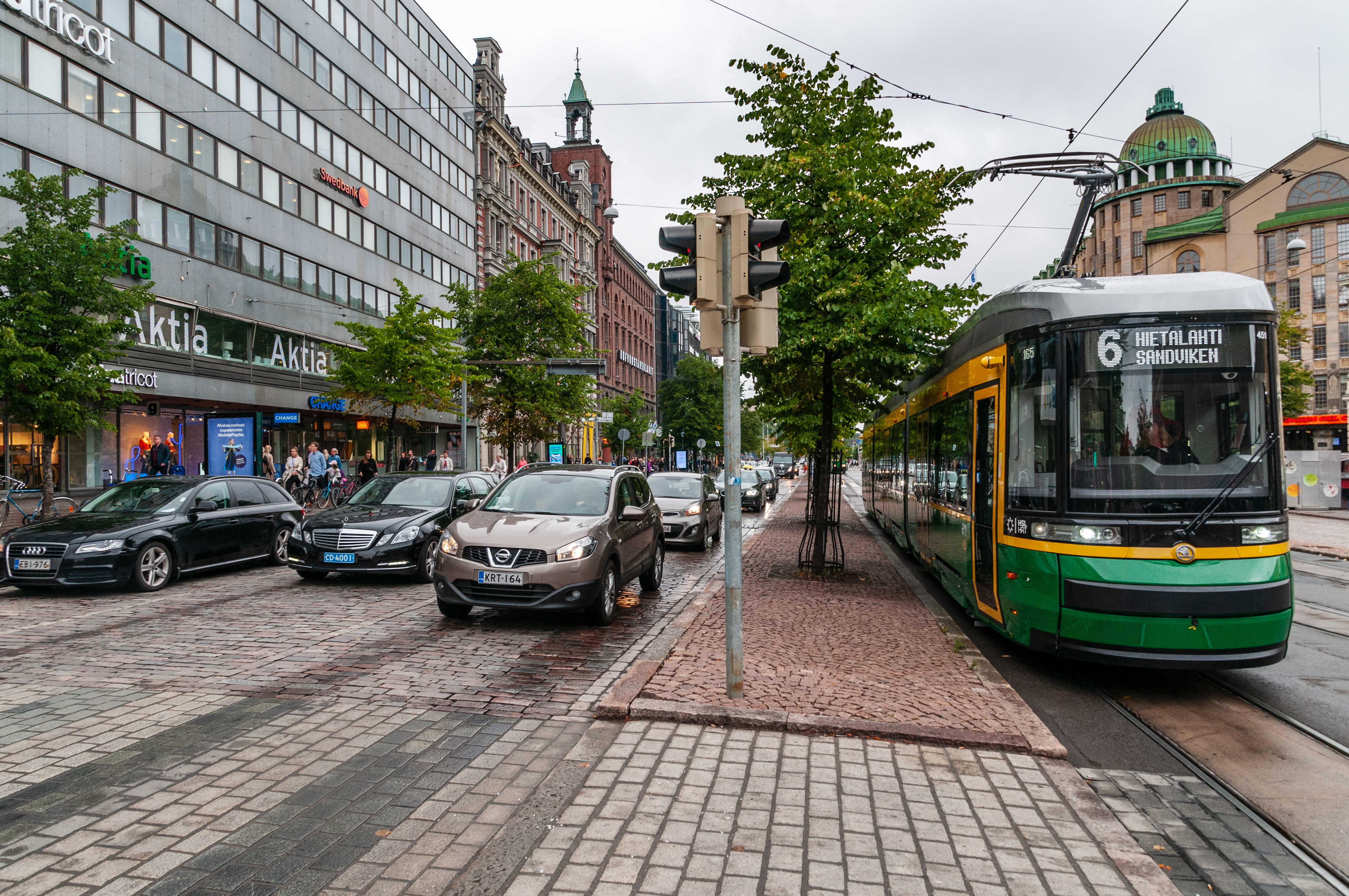
Mannerheimintie – tepna Helsinek

Metro v Helsinkách má jednu rozvětvenou linku se 17 stanicemi, z nichž je jen šest v centru podpovrchových. Město protkávají koleje patnácti tramvajových linek. Zbytek veřejné dopravy zajišťují autobusy (100 linek) a částečně také přívozy. V rámci souměstí jezdí také rychlé meziměstské vlaky.
Letecká doprava využívá dvě letiště – mezinárodní Vantaa severně od města s dvěma terminály, sloužící ročně více než 13 milionům pasažérů, a starší Malmi. Přímé linky spojují Helsinky nejen s celou Evropou, ale také s USA a východní Asií.
Několik přístavních terminálů zajišťuje odbavení cestujících do a ze Stockholmu a Tallinnu. Cesta rychlým člunem do Tallinnu trvá asi hodinu a půl, velkým trajektem asi tři hodiny, do Stockholmu velké trajekty plují asi dvanáct hodin.
Cestující do Tallinnu mohou také využít pravidelnou vrtulníkovou linku. Cesta trvá pouhých 18 minut.
Spojení se zbytkem Finska zajišťuje síť dálkových autobusů a rychlých vlaků. Vlakem Pendolino trvá cesta do Tampere asi hodinu a půl, cesta do Turku zabere o dvacet minut více. Denně jsou vypravovány dva rychlíky do Petrohradu. Nočním Santa Claus expresem je možno dojet až do Rovaniemi na severní polární kruh. Jeden z terminálů letiště ve Vantaa je vyhrazen domácím letům.
Výhledově se zvažuje podmořský tunel do Estonska; stavba by ale byla velmi náročná.

## Kultura

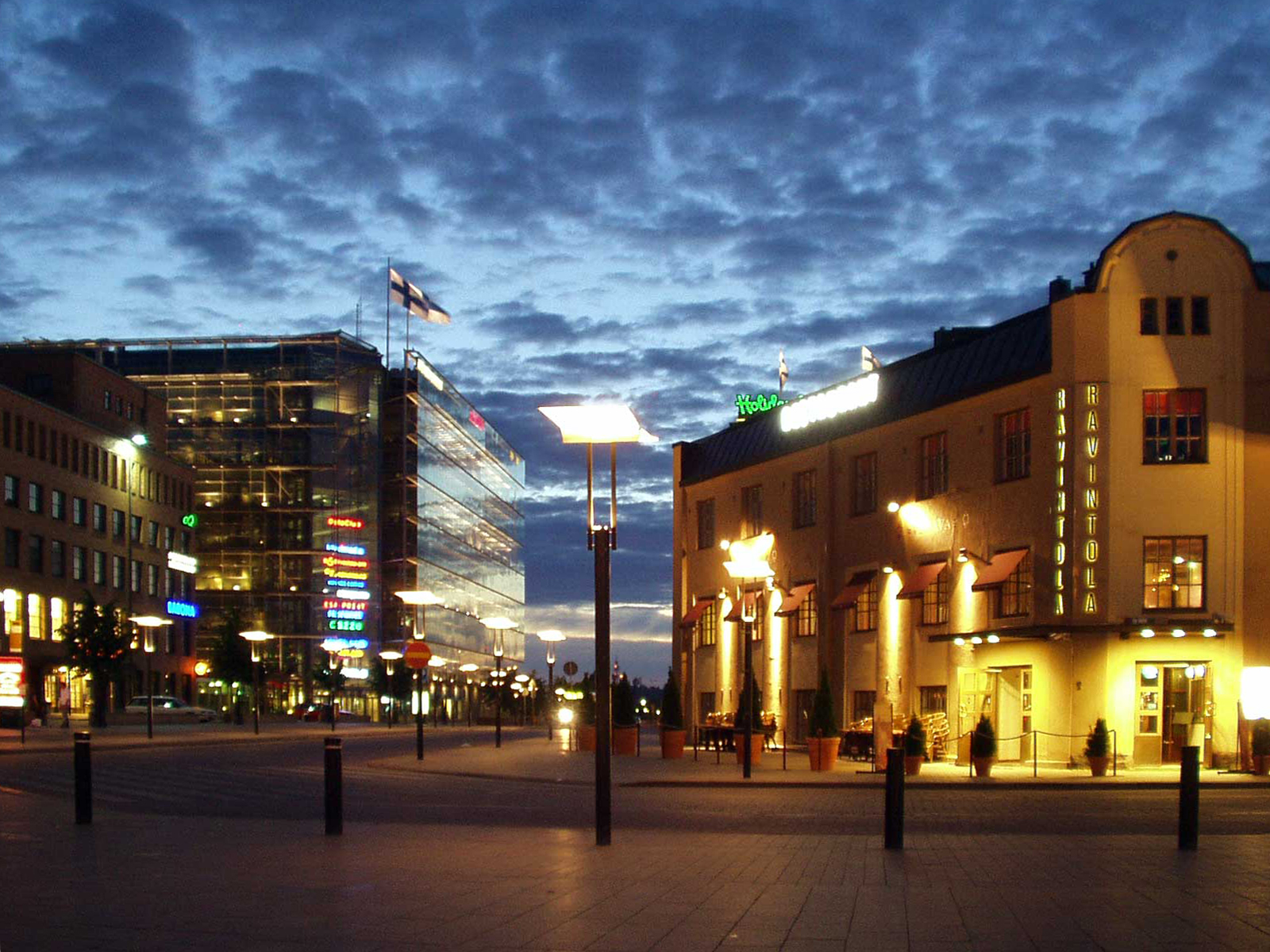
Bílá noc v Helsinkách

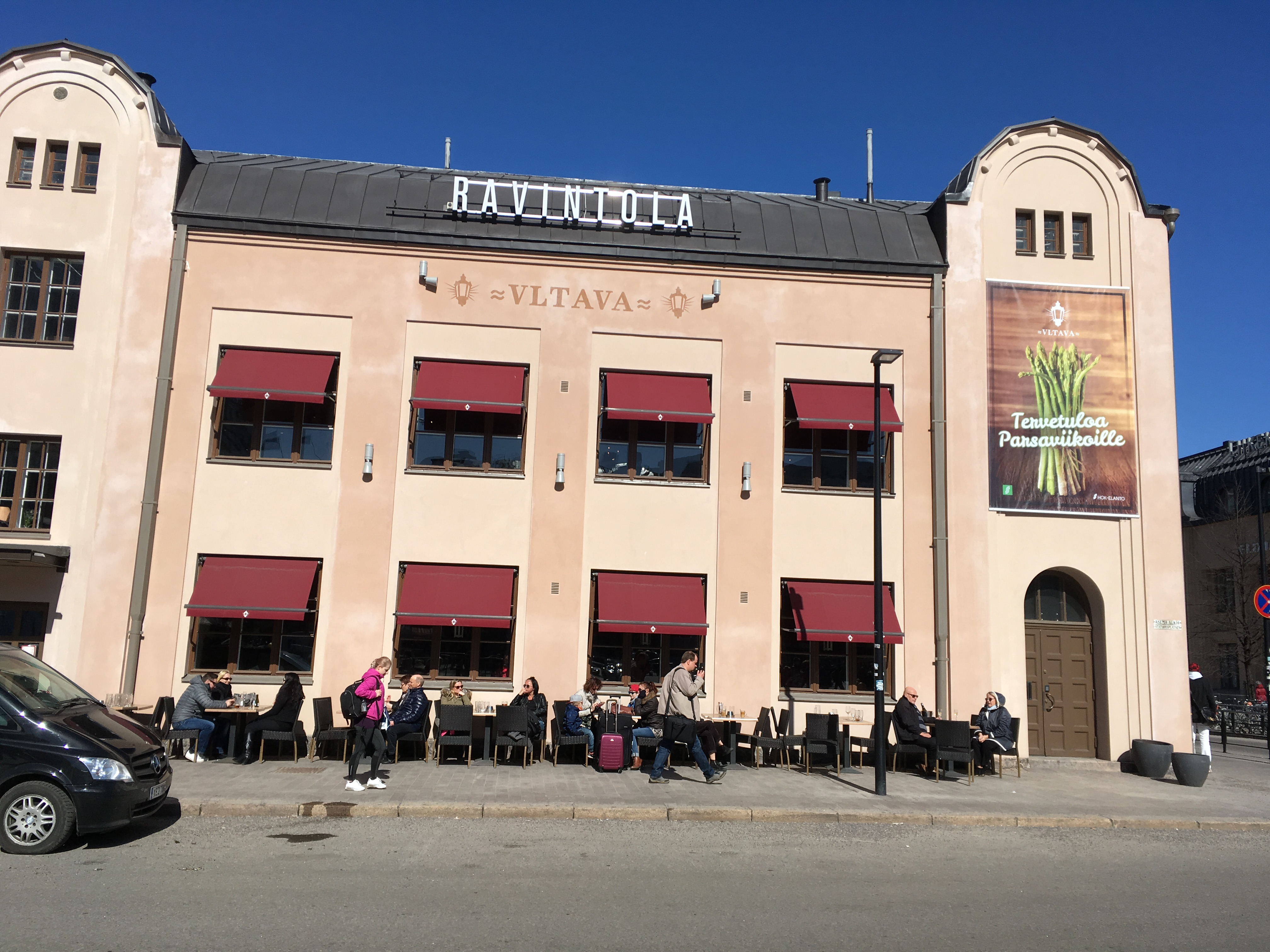
Vltava, česká restaurace v centru Helsinek

V Helsinkách je přes 80 muzeí a galerií včetně národních a Národní opera s novou budovou z roku 1993. Známé je i muzeum umění Ateneum.
Pro technicky zaměřené návštěvníky je v Helsinkách připravena Heureka, vědecké zábavní centrum s mnoha výstavami a třírozměrným kinem IMAX.
Ve městě je i velký zábavní park Linnanmäki s několika horskými dráhami.
V květnu 2007 se v Helsinkách konala Velká cena Eurovize, jíž se poprvé účastnil i český zástupce.
V Helsinkách je řada českých hospod s poetickými názvy jako Hádanka či Milenka a nostalgicky pojmenovaný bar Zetor.

## Známí rodáci
- Helene Schjerfbecková (1862–1946), malířka
- Väinö Tanner (1881–1966), politik, premiér Finska v letech 1926–1927
- Aino Aaltoová (1894–1949), architektka
- Artturi Ilmari Virtanen (1895–1973), chemik, držitel Nobelovy ceny za chemii za rok 1945
- Mika Waltari (1908–1979), spisovatel, novinář a dramatik
- Tove Janssonová (1914–2001), spisovatelka, malířka a ilustrátorka
- George Gaynes (1917–2016), americký filmový a televizní herec
- Bo Carpelan (1926–2011), finskošvédský básník, prozaik a překladatel
- Tarja Halonenová (* 1943), politička, 11. prezidentka Finska v letech 2000–2012
- Riitta Salinová (* 1950), bývalá atletka, mistryně Evropy v běhu na 400 metrů
- Esa-Pekka Salonen (* 1958), dirigent a hudební skladatel
- Jari Kurri (* 1960), bývalý profesionální hokejista, současný trenér
- Esa Tikkanen (* 1965), bývalý profesionální hokejista, pětinásobný držitel Stanley Cupu
- Mika Salo (* 1966), bývalý automobilový závodník a pilot Formule 1
- Alexander Stubb (* 1968), politik, předseda vlády Finska 2014–2015
- Linus Torvalds (* 1969), programátor
- Teemu Selänne (* 1970), bývalý finský profesionální hokejista
- Ville Valo (* 1976), rockový hudebník, zpěvák a textař skupiny HIM
- Jari Mäenpää (* 1977), kytarista, zakladatel skupiny Wintersun a bývalý člen skupiny Ensiferum
- Lauri Ylönen (* 1979), zpěvák rockové skupiny The Rasmus
- Sanna Marinová (* 1985), politička a od prosince 2019 předsedkyně vlády Finska
- Maria Ohisalová (* 1985), politička, předsedkyně Zeleného svazu
- Petteri Koponen (* 1988), profesionální basketbalista
- Joel Pohjanpalo (* 1994), profesionální fotbalista
- Emil Ruusuvuori (* 1999), profesionální tenista

## Další informace
- Počet druhů cévnatých rostlin: 1064
- Počet druhů hnízdících ptáků: 164
- Symbolická rostlina města: javor
- Symbolické zvíře města: veverka
- Exhalace v roce 2002 v tunách: SO2 3 762, NOx 10 211, prach 525, CO 14 367, CO2 4 816 000
- Spotřeba vody na obyvatele a den v roce 2002: 255 litrů
- Roční odpad na obyvatele: 0,7 tuny

## Partnerská města
- Oslo, Norsko
- Petrohrad, Rusko
- Sofie, Bulharsko
- Praha, Česko